# Washington Commanders

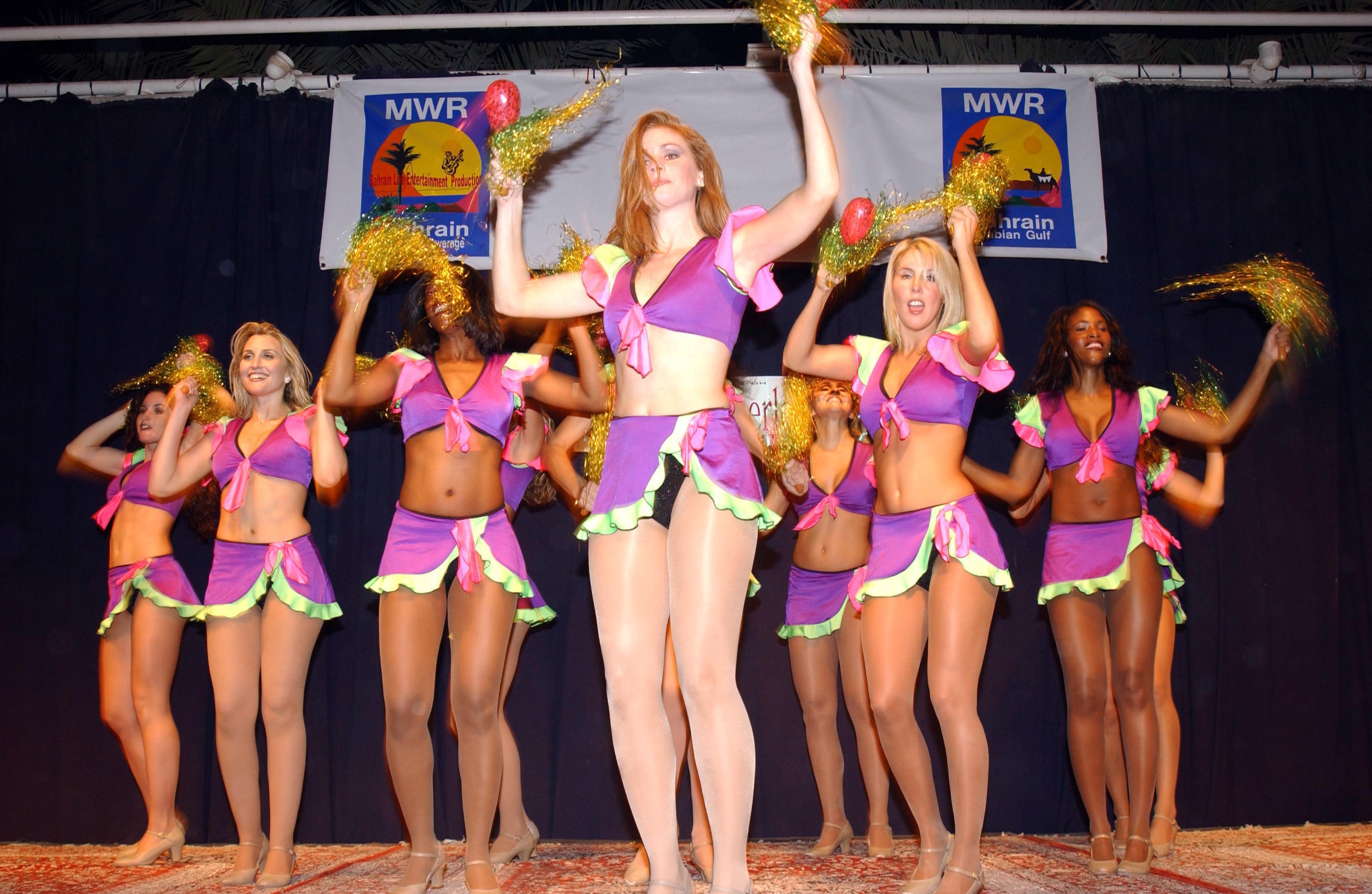
Die Cheerleader der damaligen Washington Redskins auf Truppenbetreuung in Bahrain am 29. November 2004

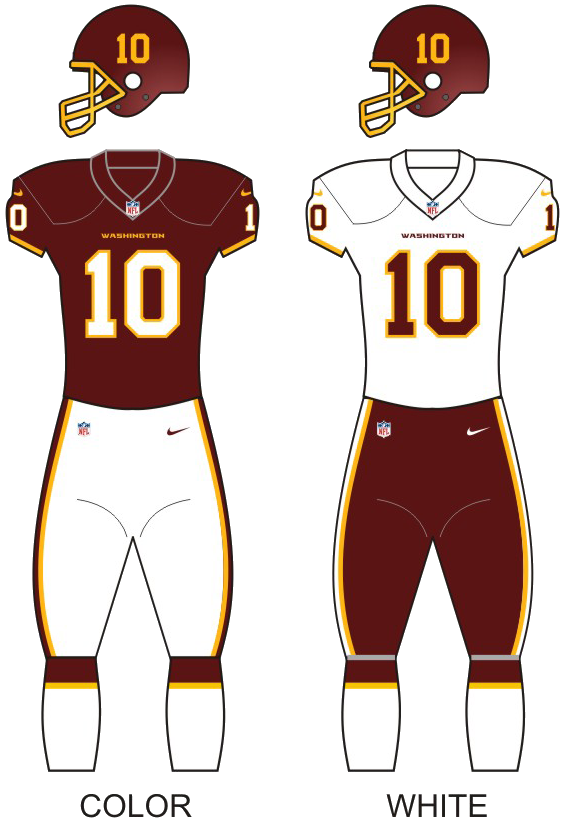
Uniforms

Die Washington Commanders sind ein American-Football-Franchise aus Washington, D.C., das in der National Football League (NFL) spielt. Zuvor trug es die Namen Boston Braves, Boston Redskins, Washington Redskins und Washington Football Team. Es spielt in der National Football Conference (NFC), in der Eastern Division. Die Mannschaft gewann mit ihrem Trainer Joe Gibbs und drei verschiedenen Quarterbacks (Joe Theismann, Doug Williams und Mark Rypien) zwischen 1982 und 1991 drei Super Bowls.

## Geschichte
1932 wurde das Footballteam Boston Braves gegründet, das bald in Boston Redskins umgetauft wurde und 1937 nach Washington umzog, so dass die Washington Redskins entstanden. Das Team von Besitzer George Preston Marshall, der die Redskins 37 Jahre lang leitete, Coach Ray Flaherty und den beiden Stars Sammy Baugh (in der Offensive als Quarterback, defensiv als Defensive Back, in Special Teams als Punter eingesetzt) und Runningback Cliff Battles gewann sowohl das NFL Championship Game 1937 als auch das NFL Championship Game 1942. Doch in den Nachkriegsjahren versanken die Redskins im Mittelmaß, und machten eher außerhalb des Spielfeldes Schlagzeilen: Grund hierfür war der Rassismus von Besitzer George Preston Marshall, der nur weiße Spieler verpflichtete. Erst als der US-Kongress Marshall mit drakonischen Strafen drohte, wurden 1962 die ersten schwarzen Spieler verpflichtet.
Erst 1971 wurden die Play-offs wieder erreicht, doch auch unter dem neuen Quarterback Sonny Jurgensen schied Washington stets früh aus. Erst mit der Ankunft von Coach Joe Gibbs (1981) wurden die Redskins zum Topteam: er baute eine starke Offensive Line um Center Jeff Bostic, die Guards Russ Grimm und Mark May, die Tackles Joe Jacoby und George Starke sowie die Tight Ends Don Warren und Rick Walker auf, die für ihre dominante Line-Kontrolle „The Hogs“ (dt.: die Wildschweine) genannt wurde. Die Hogs hielten sowohl dem neuen Runningback John Riggins als auch Starting-Quarterback Joe Theismann und Wide Receiver Art Monk den Rücken frei, und in der Defensive etablierte sich Cornerback Darrell Green als wertvolle Verstärkung. Unter Gibbs gewannen die Redskins im Januar 1983 den Super Bowl XVII. Nachdem Theismann seine Karriere nach einem komplizierten Beinbruch hatte beenden müssen, gewann sein Ersatz Doug Williams mit den Redskins 1988 den Super Bowl XXII. Williams schrieb Geschichte, da er als erster schwarzer Quarterback den Super Bowl gewann – ausgerechnet für die Redskins, die einst für ihren Rassismus berüchtigt gewesen waren. 1992 gewannen die Redskins zum dritten Mal den Titel, als sie im Super Bowl XXVI die Buffalo Bills mit 37:24 bezwangen, dieses Mal mit Mark Rypien als Quarterback. Nachdem Gibbs 1993 zu Gunsten des Motorsports zurückgetreten war, versanken die Redskins wieder im Mittelmaß, während Joe Gibbs Racing mehrfach den NASCAR-Meister stellte.
Seitdem (Stand Saison 2019) erreichte das Team zwar sechsmal die Play-offs, darunter 2005 und 2007 wieder mit Gibbs als Coach, verfehlte aber stets die Conference Finals. Ab 2014 war Jay Gruden, Bruder des ehemaligen Cheftrainer und Super-Bowl-Gewinners Jon Gruden, Head Coach der Redskins. Die Saison war von Rückschlägen geprägt, da die Redskins u. a. mit drei Starting-Quarterbacks spielen mussten. Am Ende beendete man die Saison mit einer 4–12-Bilanz. Zur Saison 2015 wurde Kirk Cousins zum Starting-Quarterback ernannt, und man konnte nach der Regular Season die Division gewinnen. Das Wild Card Game gegen die Green Bay Packers wurde jedoch mit 18:35 verloren. Die Saison 2016 war von der Leistung der Offense geprägt, da diese mehr als 6.000 Yards Raumgewinn erreichen konnte und acht Spieler jeweils mehr als 500 Yards erlaufen bzw. gefangen haben. Dennoch verpasste man mit einer 8–7–1-Bilanz knapp die Play-offs, da man am letzten Spieltag nicht gegen die New York Giants gewann.
Für die Saison 2018 wurde, nach dem Weggang von Kirk Cousins zu den Minnesota Vikings, auf der Quarterback-Position der erfahrene ehemalige Nummer-Eins-Draftpick Alex Smith von den Kansas City Chiefs geholt. Da dieser sich jedoch während der Saison schwer verletzte, beendeten die Redskins die Saison mit einer 7-9-Bilanz auf dem dritten Platz der NFC East und nahmen erneut nicht an den Playoffs teil.
Die Saison 2019 begannen die Redskins dann mit Case Keenum, der von den Denver Broncos geholt worden war und der für seine starke Saison 2017 bei den Minnesota Vikings viel Lob erhalten hatte. Jedoch konnte auch dieser das Spiel der Redskins nicht mit der notwendigen Stabilität führen, sodass man mit fünf sieglosen Spielen begann. Aufgrund dieser Entwicklung wurde Coach Gruden am 8. Oktober 2019 von den Redskins entlassen.
Obwohl Name und Logo der Washington Redskins jahrzehntelang in der Kritik standen, rassistisch zu sein, hielt die Führung entgegen aller Proteste lange daran fest. Im Zuge der gesellschaftlichen Proteste nach dem Todesfall George Floyd im Jahr 2020 jedoch wuchs die Kritik an Name und Logo des Teams erneut. Nachdem sich mehrere Großsponsoren des Teams distanziert hatten, gab die Mannschaftsführung im Juli 2020 bekannt, dass der Name Redskins abgelegt werde. In dieser Saison werde man temporär unter dem Namen Washington Football Team auftreten, bis ein neuer Name gefunden sei. Nachdem die Mannschaft den ersten Platz der Division mit einer 7-9-Bilanz abgeschlossen hatte, unterlag das Team mit 23:31 den Tampa Bay Buccaneers in der Wild Card Round.
Am 2. Februar 2022 gab das Franchise offiziell bekannt, dass man ab der Saison 2022 den Namen Washington Commanders tragen werde.
Am 20. Juli 2023 genehmigte die NFL den Verkauf des Franchise an eine Eigentümergruppe um Josh Harris. Nachdem die Saison 2023 mit einer 4-13-Bilanz abgeschlossen worden war, wurde der Head Coach Ron Rivera entlassen.

## Titel
- NFL-Meisterschaften vor Einführung des Super Bowls

1937: 28:21 gegen die Chicago Bears
1942: 14:6 gegen die Chicago Bears
- Super-Bowl-Siege

XVII – 1982: 27:17 gegen die Miami Dolphins
XXII – 1987: 42:10 gegen die Denver Broncos
XXVI – 1991: 37:24 gegen die Buffalo Bills
- NFC-Meisterschaft: 1972, 1982, 1983, 1987 und 1991

## Personen

### Spieler

#### Aktueller Kader
| Abkürzungen der Spieler-Positionen im American Football | Abkürzungen der Spieler-Positionen im American Football |
| ------------------------------------------------------- | --- |
| Offense                                                 | QB – Quarterback \| RB – Runningback \| FB – Fullback \| TE – Tight End \| E/WR – Wide Receiver \| T – Tackle \| G – Guard \| C – Center |
| Defense                                                 | DT – Defensive Tackle \| DE – Defensive End \| NT – Nose Tackle \| LB – Linebacker \| ILB – Inside Linebacker \| MLB – Middle Linebacker \| OLB – Outside Linebacker \| CB – Cornerback \| NB – Nickelback \| FS – Free Safety \| SS – Strong Safety |
| Special Teams                                           | K – Kicker \| P – Punter \| KS – Kicking Specialist \| KOS – Kickoff Specialist \| LS – Long Snapper \| RS – Return Specialist \| KOR/KR – Kick Returner \| PR – Punt Returner \| PP – Punt Protector                                                |

#### Nicht mehr vergebene Trikotnummern
| Retired Numbers der Washington Commanders |                |          |           |
| Nr.                                       | Spieler        | Position | Zeitraum  |
| 21                                        | Sean Taylor    | S        | 2004–2007 |
| 33                                        | Sammy Baugh    | QB, P    | 1937–1952 |
| 49                                        | Bobby Mitchell | RB       | 1962–1968 |

Die Commanders haben bisher nur die Rückennummern von Sammy Baugh, Bobby Mitchell und Sean Taylor offiziell zurückgezogen. Sean Taylors Nummer 21 wurde seit seinem Tod 2007 nicht wieder verwendet. Allerdings waren sich die Verantwortlichen nicht einig, ob seine Nummer zu den „inoffiziell zurückgezogen“ Nummern hinzugefügt werden soll. O.J. Atogwe, der bisher in seiner Karriere immer die Nummer 21 getragen hatte, wechselte jedoch aus Respekt für Taylor die Nummer und trug bei den Redskins die 20. Im Oktober 2021 beschloss man, die Nummer am sechsten Spieltag offiziell zurückzuziehen. Allerdings gibt es noch weitere Nummern, die entweder nur inoffiziell zurückgezogen wurden oder nur noch selten vergeben werden. Die folgenden Nummern von ehemaligen Redskins-Spieler fallen in diese Kategorie:
| Inoffiziell Retired Numbers der Washington Commanders |                 |          |                      |                                                                     |
| Nr.                                                   | Spieler         | Position | Zeitraum             | Anmerkung                                                           |
| 7                                                     | Joe Theismann   | QB       | 1974–1985            | Quarterback mit den meisten geworfenen Yards bei den Redskins       |
| 9                                                     | Sonny Jurgensen | QB       | 1964–1974            | Quarterback mit den meisten geworfenen Touchdowns bei den Redskins  |
| 28                                                    | Darrell Green   | CB       | 1983–2002            | Hat mit 295 Partien die meisten Spiele für die Redskins absolviert  |
| 42                                                    | Charley Taylor  | WR       | 1964–1977            | Meiste gefangene Touchdowns für die Redskins (79)                   |
| 43                                                    | Larry Brown     | RB       | 1969–1976            |                                                                     |
| 44                                                    | John Riggins    | RB       | 1976–1979, 1981–1985 | Meiste erlaufene Touchdowns für die Redskins (79)                   |
| 65                                                    | Dave Butz       | DT       | 1975–1988            |                                                                     |
| 70                                                    | Sam Huff        | LB       | 1985–1999            |                                                                     |
| 81                                                    | Art Monk        | WR       | 1980–1993            | Erster Wide Receiver, der in seiner Karriere 900 Pässe gefangen hat |

Die Nummer 7 von Joe Theismann wurde von dessen Karriereende 1985 bis 2019 nicht mehr vergeben. Theismann erklärte sich damit einverstanden, dass die Nummer an den in der ersten Runde des NFL Draft 2019 von den Redskins ausgewählten Quarterback Dwayne Haskins wieder vergeben wurde.

#### Mitglieder in der Pro Football Hall of Fame
Mit 34 Personen stellen die Washington Commanders neben den Chicago Bears die meisten Mitglieder in der Hall of Fame. Mit Sammy Baugh, Earl „Curly“ Lambeau und dem Mitbegründer George Preston Marshall haben sie zudem drei Gründungsmitglieder in der Hall. Mit dem ehemaligen General Manager Bobby Beathard wurde 2018 die letzte Person, die für Washington tätig war, in die Hall aufgenommen.

Sammy Baugh war einer der ersten Spieler im Profifootball, der das Passspiel als Angriffsspielzug im Spielsystem seiner Mannschaft dauerhaft und systematisch etablierte.

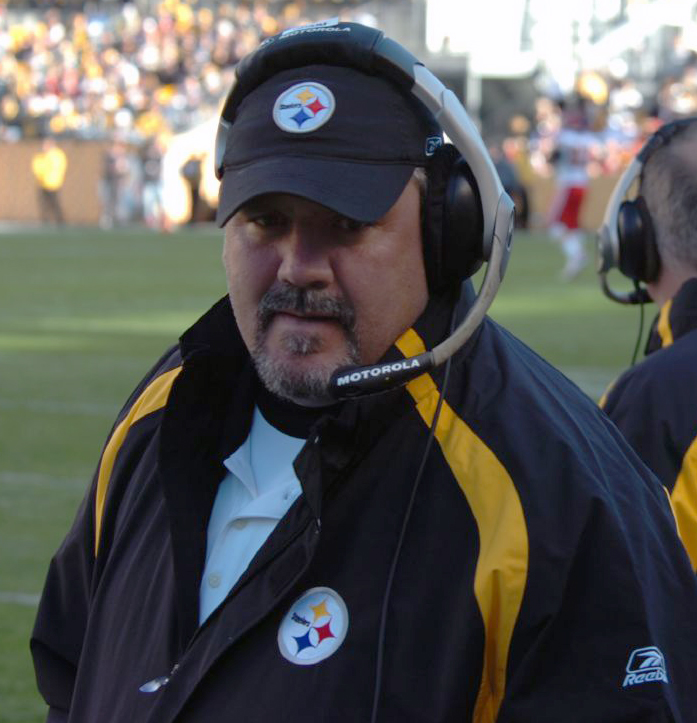
Russ Grimm spielte 11 Jahre auf der Position des Guard für Washington.

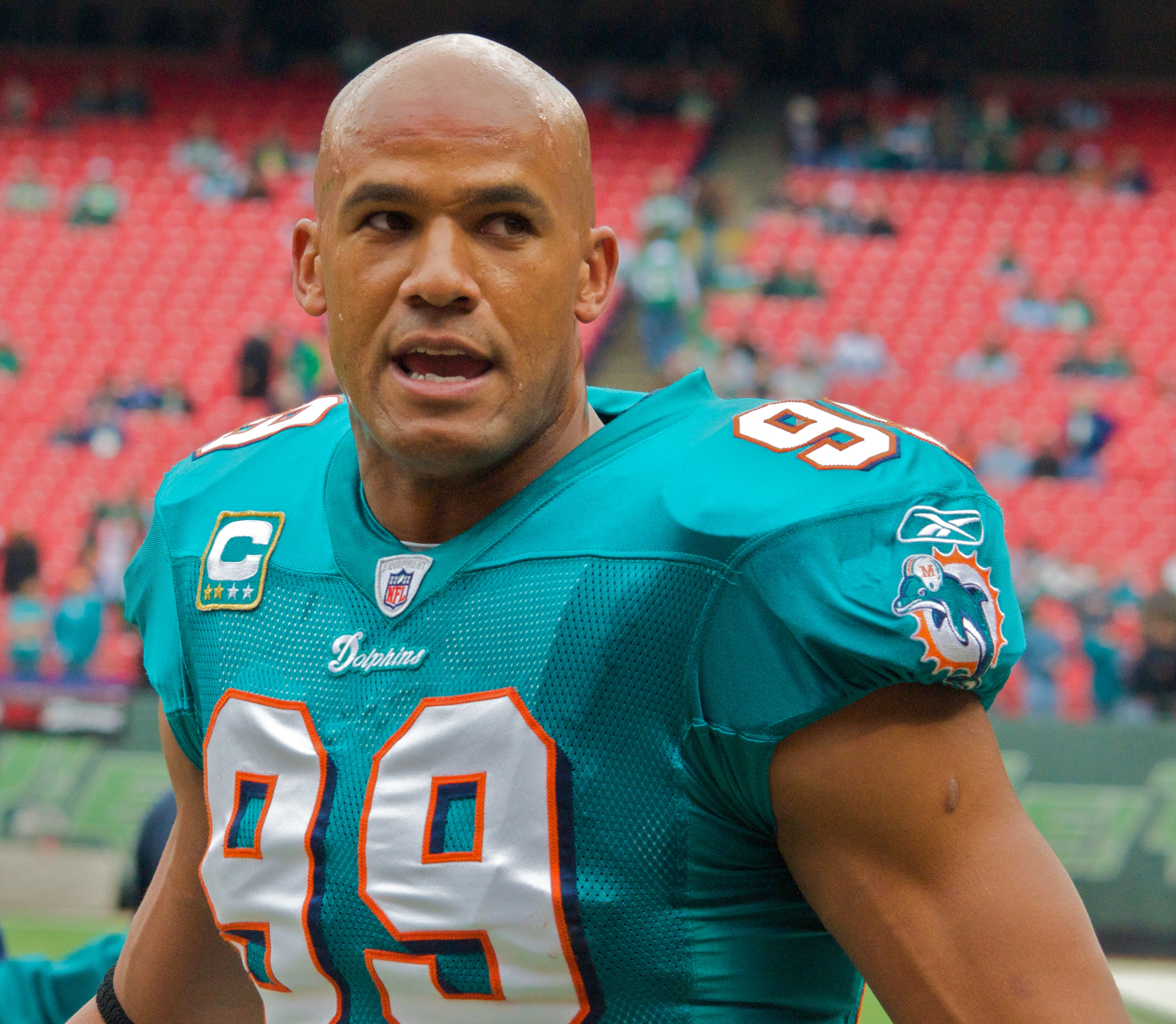
Jason Taylor ist bisher der letzte Spieler, der für Washington spielte und in die Hall aufgenommen wurde.

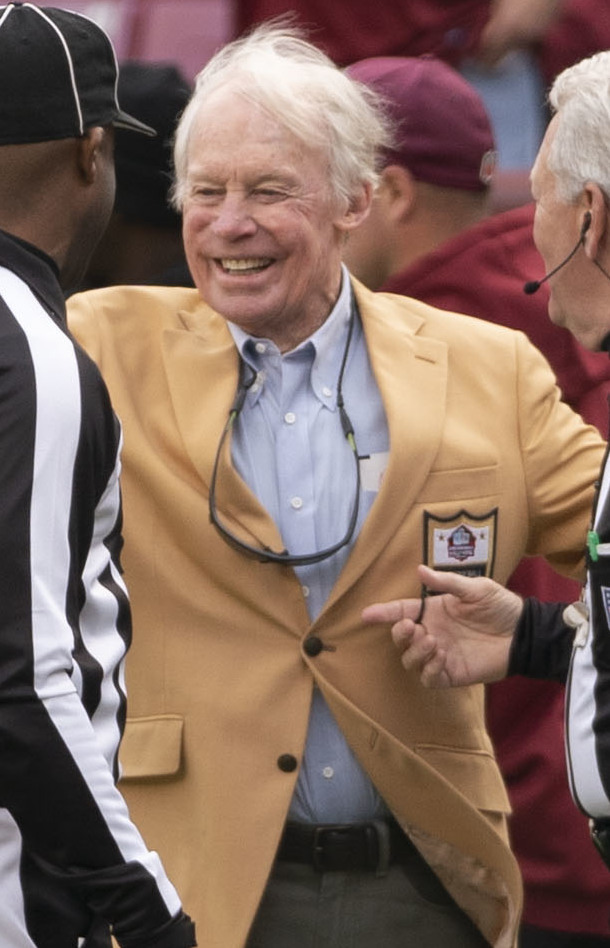
Während Bobby Beathard in Washington als General Manager tätig war, spielte die Mannschaft in drei Super Bowls und gewann zweimal.

| Trikotnummer | Name                       | Position          | Für die Braves/Redskins Aktiv | Jahr der Aufnahme |
| ------------ | -------------------------- | ----------------- | ----------------------------- | ----------------- |
| 33           | Sammy Baugh                | QB                | 1937–1952                     | 1963              |
| –            | Earl „Curly“ Lambeau       | Head Coach        | 1952–1953                     | 1963              |
| –            | George Preston Marshall    | Besitzer, Gründer | 1932–1969                     | 1963              |
| –            | Otto Graham                | Head Coach        | 1966–1968                     | 1965              |
| 35           | Bill Dudley                | RB                | 1950–51, 1953                 | 1966              |
| 20           | Cliff Battles              | HB                | 1932–1937                     | 1968              |
| 40           | Wayne Millner              | TE                | 1936–1941                     | 1968              |
| 17           | Albert Glen „Turk“ Edwards | T                 | 1932–1940                     | 1969              |
| –            | Vince Lombardi             | Head Coach        | 1969                          | 1971              |
| –            | Ray Flaherty               | Head Coach        | 1936–1942                     | 1976              |
| 75           | Deacon Jones               | DE                | 1974                          | 1980              |
| 70           | Sam Huff                   | LB                | 1964–1969                     | 1982              |
| 9            | Sonny Jurgensen            | QB                | 1964–1974                     | 1983              |
| 49           | Bobby Mitchell             | RB                | 1962–1968                     | 1983              |
| –            | Mike McCormack             | Assistenztrainer  | 1965–1972                     | 1984              |
| 42           | Charley Taylor             | WR                | 1964–75, 77                   | 1984              |
| 27           | Ken Houston                | S                 | 1973–1980                     | 1986              |
| 73           | Stan Jones                 | DT                | 1966                          | 1991              |
| 44           | John Riggins               | RB                | 1976–1979, 1981–1985          | 1992              |
| –            | Joe Gibbs                  | Head Coach        | 1981–1992, 2004–2007          | 1996              |
| 26           | Don Shula                  | CB                | 1957                          | 1997              |
| 26           | Paul Krause                | S                 | 1964–1967                     | 1998              |
| –            | George Allen               | Head Coach        | 1971–1977                     | 2002              |
| 28           | Darrell Green              | CB                | 1983–2002                     | 2008              |
| 81           | Art Monk                   | WR                | 1980–1993                     | 2008              |
| –            | Emmitt Thomas              | Assistenztrainer  | 1986–1994                     | 2008              |
| 78           | Bruce Smith                | DE                | 2000–2003                     | 2009              |
| 68           | Russ Grimm                 | G                 | 1981–1991                     | 2010              |
| 55           | Chris Hanburger            | LB                | 1965–1978                     | 2011              |
| 21           | Deion Sanders              | CB                | 2000                          | 2011              |
| 89           | Dave Robinson              | LB                | 1973–1974                     | 2013              |
| 60           | Dick Stanfel               | G                 | 1956–1958                     | 2016              |
| 55           | Jason Taylor               | DE                | 2008                          | 2017              |
| –            | Bobby Beathard             | GM                | 1978–1989                     | 2018              |

#### 90 Greatest
Zu Ehren des 70-jährigen Bestehens der Redskins am 13. Juni 2002 wählte ein Gremium die 70 größten Redskins (The 70 Greatest Redskins) aus, um die Spieler, Trainer und Funktionäre zu ehren, die maßgeblich als Mitwirkende vor Ort zur glorreichen Vergangenheit und zu den fünf Meisterschaften der Redskins beigetragen haben. Mitsamt einer speziellen Halbzeit-Zeremonie beim 26:21-Sieg der Redskins über die Indianapolis Colts wurden sie zwischen dem 25. und 27. Oktober 2002 an dem Festwochenende geehrt.
Das Gremium, das die 70 auswählte, bestand aus dem ehemaligen Nachrichtensprecher Bernard Shaw, dem ehemaligen Spieler Bobby Mitchell, dem Senator George Allen (Sohn des Trainers George Allen), dem Radiosprecher Ken Beatrice, dem Redakteur der Washington Post Noel Epstein, dem ehemaligen Diplomaten Joseph J. Sisco, Phil Hochberg, der 2001 nach 38 Jahren als Stadionsprecher zurücktrat, dem Historiker der Pro Football Hall of Fame Joe Horrigan, dem Sportreporter George Michael, dem Sportdirektor Andy Pollin, dem Präsidenten von NFL Films Ed Sabol und dem Nachrichtensprecher Jim Vance.
Am 24. August 2012, zum 80-jährigen Bestehen der Redskins, wurden zehn weitere Personen in die Liste aufgenommen (The 80 Greatest Redskins).
2022 wurden zu Ehren des 90-jährigen Bestehens des Franchises zehn weitere Spieler der Bestenliste hinzugefügt. Da das Franchise vor der Saison ihren Namen in Washington Commanders geändert hatte, gehören die ausgewählten Spieler jetzt zu den 90 Greatest.
Die Liste beinhaltete inzwischen drei Head Coachs, drei Positionstrainer, einen General Manager und 83 Spieler, von denen 49 in der Offense, 31 in der Defense und 3 im Special Team spielten.
Legende:
|  | = Wurden 10 Jahre später zu den 90 Greatest aufgenommen |

| Nr. | Name              | Position         | Zeitraum         |
| --- | ----------------- | ---------------- | ---------------- |
| 21  | Terry Allen       | RB               | 1995–98          |
| 56  | LaVar Arrington   | LB               | 2000–05          |
| 24  | Champ Bailey      | DB               | 1999–2004        |
| 41  | Mike Bass         | CB               | 1969–75          |
| 20  | Cliff Battles     | B                | 1932–37          |
| 33  | Sammy Baugh       | QB               | 1937–52          |
| 31  | Don Bosseler      | FB               | 1957–64          |
| 53  | Jeff Bostic       | C                | 1980–93          |
| 4   | Mike Bragg        | P                | 1968–79          |
| 80  | Gene Brito        | DE               | 1951–53, '55–58  |
| 43  | Larry Brown       | RB               | 1969–76          |
| 77  | Bill Brundige     | DE               | 1970–77          |
| 65  | Dave Butz         | DT               | 1975–88          |
| 21  | Earnest Byner     | RB               | 1989–93          |
| 84  | Gary Clark        | WR               | 1985–92          |
| 51  | Monte Coleman     | LB               | 1979–94          |
| 47  | Chris Cooley      | TE               | 2004–14          |
| 53  | Al DeMao          | C                | 1945–53          |
| 48  | Stephen Davis     | RB               | 1996–2002        |
| 36  | Chuck Drazenovich | LB               | 1950–59          |
| 35  | Bill Dudley       | RB               | 1950–51, '53     |
| 17  | Turk Edwards      | T                | 1932–40          |
| 44  | Andy Farkas       | FB               | 1938–44          |
| 37  | Pat Fischer       | CB               | 1968–77          |
| 59  | London Fletcher   | LB               | 2007–13          |
| 77  | Darryl Grant      | DT               | 1981–90          |
| 28  | Darrell Green     | CB               | 1983–2002        |
| 68  | Russ Grimm        | G                | 1981–91          |
| 23  | DeAngelo Hall     | DB               | 2008–17          |
| 55  | Chris Hanburger   | LB               | 1965–78          |
| 57  | Ken Harvey        | LB               | 1994–98          |
| 56  | Len Hauss         | C                | 1964–77          |
| 75  | Terry Hermeling   | T                | 1970–80          |
| 27  | Ken Houston       | S                | 1973–80          |
| 70  | Sam Huff          | LB               | 1964–67, '69     |
| 66  | Joe Jacoby        | T/G              | 1981–93          |
| 47  | Dick James        | RB               | 1955–63          |
| 76  | Jon Jansen        | T                | 1999–2008        |
| 80  | Roy Jefferson     | WR               | 1971–76          |
| 9   | Sonny Jurgensen   | QB               | 1964–74          |
| 22  | Charlie Justice   | RB               | 1950, '52–54     |
| 91  | Ryan Kerrigan     | DE               | 2011–20          |
| 17  | Billy Kilmer      | QB               | 1971–78          |
| 26  | Paul Krause       | DB               | 1964–67          |
| 79  | Jim Lachey        | T                | 1988–95          |
| 14  | Eddie LeBaron     | QB               | 1952–53, '55–59  |
| 72  | Dexter Manley     | DE               | 1981–89          |
| 71  | Charles Mann      | DE               | 1983–93          |
| 58  | Wilber Marshall   | LB               | 1988–92          |
| 73  | Mark May          | T                | 1981–89          |
| 79  | Ron McDole        | DE               | 1971–78          |
| 63  | Raleigh McKenzie  | G                | 1985–94          |
| 53  | Harold McLinton   | LB               | 1969–78          |
| 40  | Wayne Millner     | DE               | 1936–41, '45     |
| 49  | Bobby Mitchell    | FL               | 1962–68          |
| 30  | Brian Mitchell    | RB               | 1990–99          |
| 81  | Art Monk          | WR               | 1980–93          |
| 3   | Mark Moseley      | K                | 1974–86          |
| 89  | Santana Moss      | WR               | 2005–14          |
| 29  | Mark Murphy       | S                | 1977–84          |
| 21  | Mike Nelms        | KR               | 1980–84          |
| 52  | Neal Olkewicz     | LB               | 1979–89          |
| 23  | Brig Owens        | DB               | 1966–77          |
| 26  | Clinton Portis    | RB               | 2004–10          |
| 65  | Vince Promuto     | G                | 1960–70          |
| 44  | John Riggins      | RB               | 1976–79, '81–85  |
| 11  | Mark Rypien       | QB               | 1987–93          |
| 83  | Ricky Sanders     | WR               | 1986–93          |
| 60  | Chris Samuels     | T                | 2000–09          |
| 76  | Ed Simmons        | T                | 1987–97          |
| 87  | Jerry Smith       | TE               | 1965–77          |
| 60  | Dick Stanfel      | G                | 1956–58          |
| 74  | George Starke     | T                | 1973–84          |
| 72  | Diron Talbert     | DT               | 1971–80          |
| 42  | Charley Taylor    | WR               | 1964–77          |
| 84  | Hugh Taylor       | WR               | 1947–54          |
| 21  | Sean Taylor       | S                | 2004–07          |
| 7   | Joe Theismann     | QB               | 1974–85          |
| 67  | Rusty Tillman     | LB               | 1970–77          |
| 85  | Don Warren        | TE               | 1979–92          |
| 25  | Joe Washington    | RB               | 1981–84          |
| 17  | Doug Williams     | QB               | 1986–89          |
| 71  | Trent Williams    | T                | 2010–19          |
| —   | George Allen      | Head Coach       | 1971–77          |
| —   | Bobby Beathard    | GM               | 1978–89          |
| —   | Joe Bugel         | O-Line Coach     | 1981–89, 2004–09 |
| —   | Ray Flaherty      | Head Coach       | 1936–42          |
| —   | Joe Gibbs         | Head Coach       | 1981–92, 2004–07 |
| —   | Larry Peccatiello | Linebacker Coach | 1981–93          |
| —   | Richie Petitbon   | DC               | 1978–92          |

### Trainer (Head Coaches)

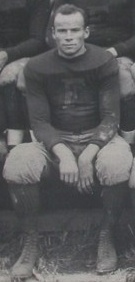
Lud Wray war der erste Head Coach der Mannschaft, die damals noch in Boston als Boston Braves spielten.
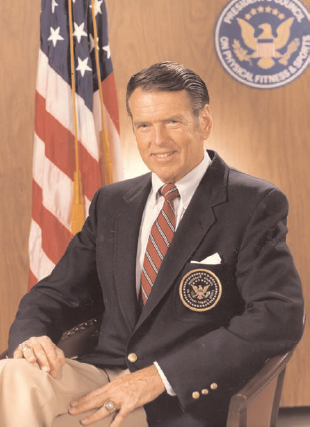
George Allen war von 1971 bis 1977 Head Coach. 2002 wurde er in die Pro Football Hall of Fame gewählt.
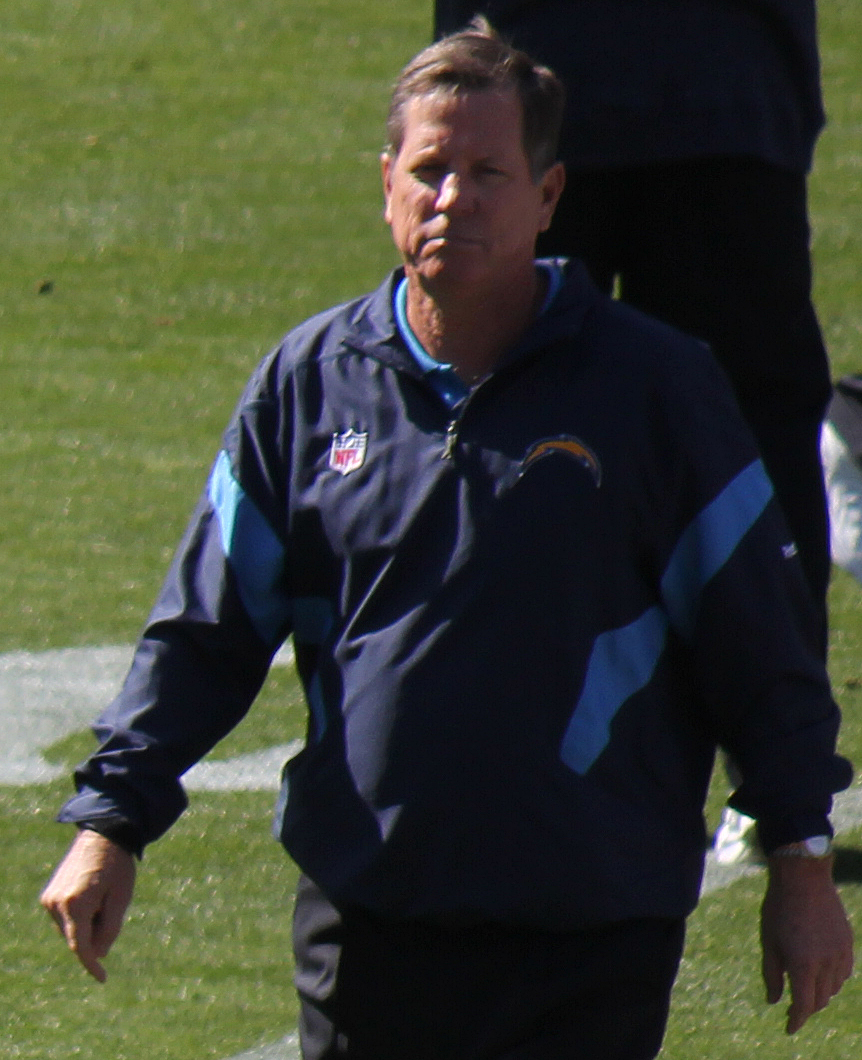
Norv Turner coachte die Mannschaft von 1994 bis 2000.
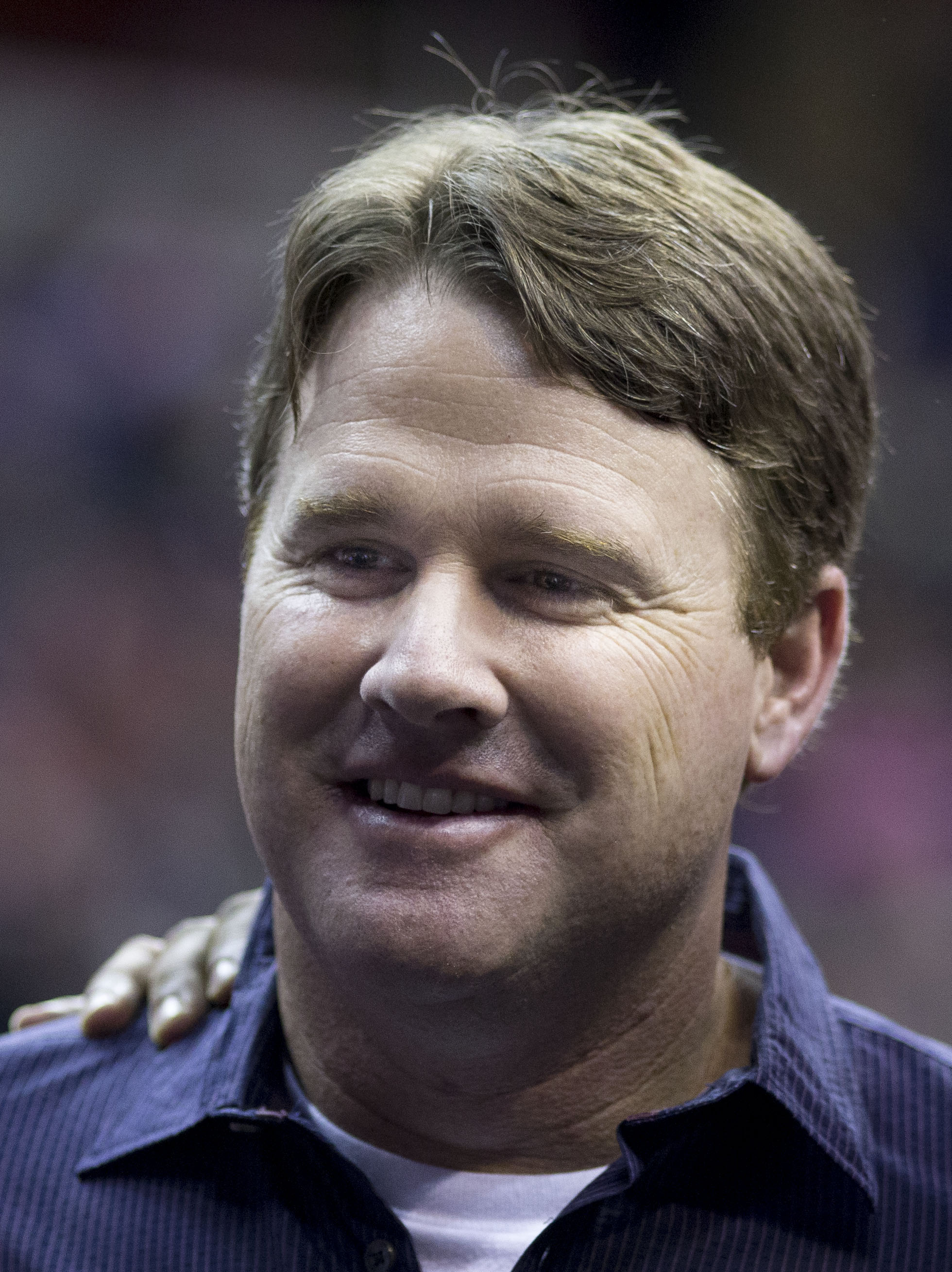
Jay Gruden war von 2014 bis 2019 Head Coach.
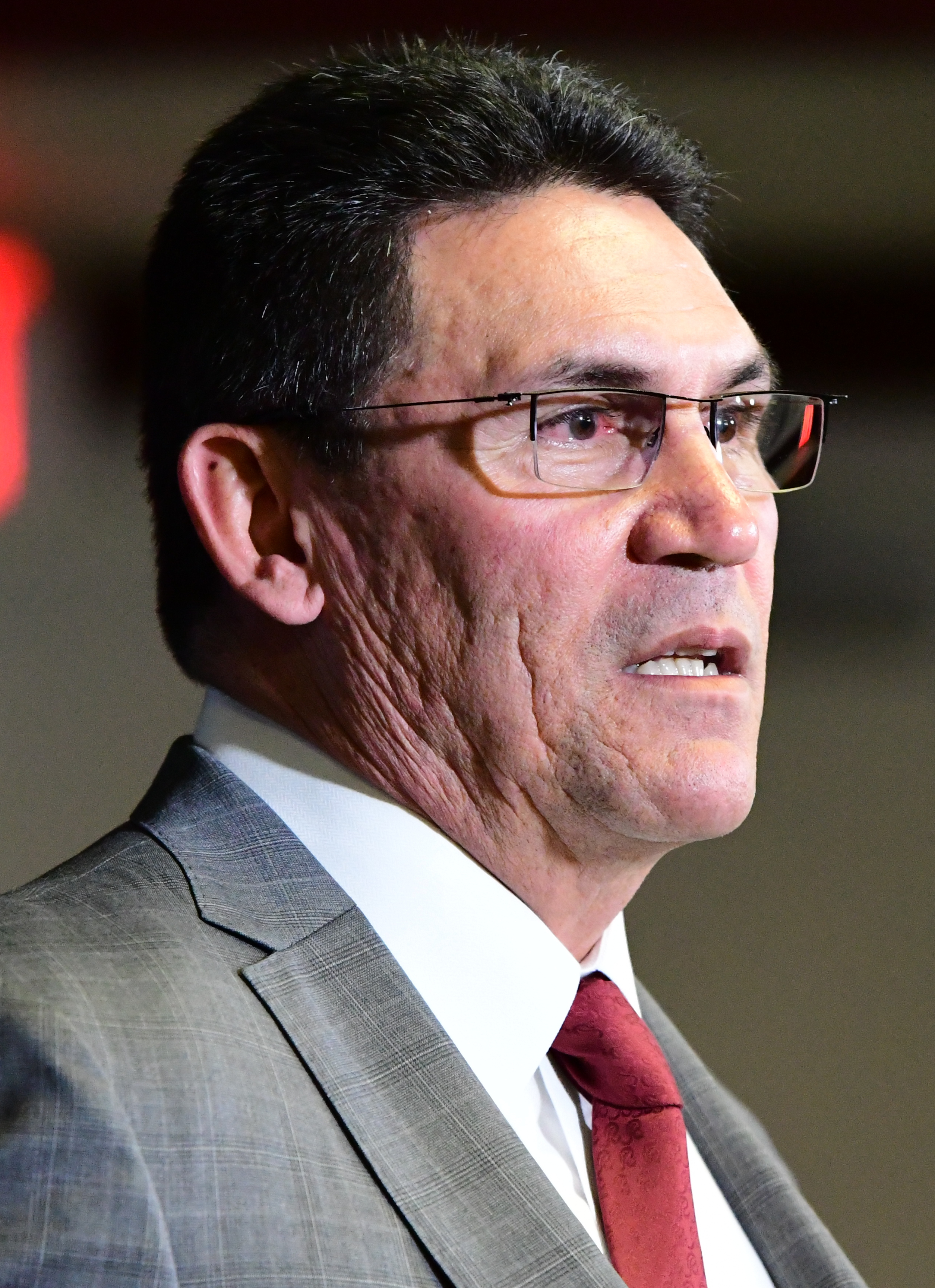
Ron Rivera war von 2020 bis 2023 Head Coach.

| #         | Reihenfolge der Trainer                                     |
| Spiele    | Spiele als Trainer                                          |
| S         | Siege                                                       |
| N         | Niederlagen                                                 |
| UE        | Unentschieden                                               |
| Gewonnen% | Siegquote                                                   |
| *         | Ausschließlich bei den Braves/Redskins als Head Coach aktiv |

| #                        | Name                 | Zeitraum      | Regular Season | Regular Season | Regular Season | Regular Season | Regular Season | Play-offs     | Play-offs     | Play-offs     | Erfolge/Auszeichnungen | Referenz      |
| #                        | Name                 | Zeitraum      | Spiele         | S              | N              | UE             | Gewonnen%      | Spiele        | S             | N             | Erfolge/Auszeichnungen | Referenz      |
| Boston Braves            | Boston Braves        | Boston Braves | Boston Braves  | Boston Braves  | Boston Braves  | Boston Braves  | Boston Braves  | Boston Braves | Boston Braves | Boston Braves | Boston Braves | Boston Braves |
| ------------------------ | -------------------- | ------------- | -------------- | -------------- | -------------- | -------------- | -------------- | ------------- | ------------- | ------------- | --- | ------------- |
| 1                        | Lud Wray             | 1932          | 10             | 4              | 4              | 2              | 0,500          | –             | –             | –             | | [ 16 ]        |
| Boston Redskins          |                      |               |                |                |                |                |                |               |               |               | |               |
| 2                        | Lone Star Dietz*     | 1933–1934     | 24             | 11             | 11             | 2              | 0,500          | –             | –             | –             | | [ 17 ]        |
| 3                        | Eddie Casey*         | 1935          | 11             | 2              | 8              | 1              | 0,200          | –             | –             | –             | | [ 18 ]        |
| Washington Redskins      |                      |               |                |                |                |                |                |               |               |               | |               |
| 4                        | Ray Flaherty         | 1936–1942     | 78             | 54             | 21             | 3              | 0,720          | 4             | 2             | 2             | NFL Championships (1937, 1942) | [ 19 ]        |
| 5                        | Dutch Bergman*       | 1943          | 10             | 6              | 3              | 1              | 0,667          | 2             | 1             | 1             | | [ 20 ]        |
| 6                        | Dudley DeGroot*      | 1944–1945     | 20             | 14             | 5              | 1              | 0,737          | 1             | 0             | 1             | | [ 21 ]        |
| 7                        | Turk Edwards*        | 1946–1948     | 35             | 16             | 18             | 1              | 0,471          | –             | –             | –             | | [ 22 ]        |
| 8                        | John Whelchel* 1     | 1949          | 7              | 3              | 3              | 1              | 0,500          | –             | –             | –             | | [ 23 ]        |
| 9                        | Herman Ball* 2       | 1949–1951     | 20             | 4              | 16             | 0              | 0,500          | –             | –             | –             | | [ 24 ]        |
| 10                       | Dick Todd*           | 1951          | 9              | 5              | 4              | 0              | 0,556          | –             | –             | –             | | [ 25 ]        |
| 11                       | Curly Lambeau        | 1952–1953     | 24             | 10             | 13             | 1              | 0,435          | –             | –             | –             | | [ 26 ]        |
| 12                       | Joe Kuharich         | 1954–1958     | 60             | 26             | 32             | 2              | 0,448          | –             | –             | –             | Sporting News NFL Trainer des Jahres (1955) UPI AFL Trainer des Jahres (1955) | [ 27 ]        |
| 13                       | Mike Nixon           | 1959–1960     | 24             | 4              | 18             | 2              | 0,182          | –             | –             | –             | | [ 28 ]        |
| 14                       | Bill McPeak*         | 1961–1965     | 70             | 21             | 46             | 3              | 0,313          | –             | –             | –             | | [ 29 ]        |
| 15                       | Otto Graham*         | 1966–1968     | 42             | 17             | 22             | 3              | 0,436          | –             | –             | –             | | [ 30 ]        |
| 16                       | Vince Lombardi 3     | 1969          | 14             | 7              | 5              | 2              | 0,583          | –             | –             | –             | | [ 31 ]        |
| 17                       | Bill Austin          | 1970          | 14             | 6              | 8              | 0              | 0,429          | –             | –             | –             | | [ 32 ]        |
| 18                       | George Allen         | 1971–1977     | 98             | 67             | 30             | 1              | 0,691          | 7             | 2             | 5             | AP NFL Trainer des Jahres (1971) Pro Football Weekly NFL Trainer des Jahres (1971) Sporting News NFL Trainer des Jahres (1971) UPI NFC Trainer des Jahres (1971)                                                        | [ 33 ]        |
| 19                       | Jack Pardee          | 1978–1980     | 48             | 24             | 24             | 0              | 0,500          | –             | –             | –             | AP NFL Trainer des Jahres (1979) UPI NFC Trainer des Jahres (1979) | [ 34 ]        |
| 20                       | Joe Gibbs*           | 1981–1992     | 184            | 124            | 60             | 0              | 0,674          | 21            | 16            | 5             | AP NFL Trainer des Jahres (1982, 1983) Pro Football Weekly NFL Trainer des Jahres (1982, 1983) Sporting News NFL Trainer des Jahres (1982, 1983, 1991) UPI NFC Trainer des Jahres (1982) Super Bowl XVII, XXII und XXVI | [ 35 ]        |
| 21                       | Richie Petitbon*     | 1993          | 16             | 4              | 12             | 0              | 0,250          | –             | –             | –             | | [ 36 ]        |
| 22                       | Norv Turner          | 1994–2000     | 109            | 49             | 59             | 1              | 0,454          | 2             | 1             | 1             | | [ 37 ]        |
| 23                       | Terry Robiskie       | 2000          | 3              | 1              | 2              | 0              | 0,333          | –             | –             | –             | | [ 38 ]        |
| 24                       | Marty Schottenheimer | 2001          | 16             | 8              | 8              | 0              | 0,500          | –             | –             | –             | | [ 39 ]        |
| 25                       | Steve Spurrier*      | 2002–2003     | 32             | 12             | 20             | 0              | 0,375          | –             | –             | –             | | [ 40 ]        |
| –                        | Joe Gibbs*           | 2004–2007     | 64             | 30             | 34             | 0              | 0,469          | 3             | 1             | 2             | | [ 35 ]        |
| 26                       | Jim Zorn*            | 2008–2009     | 32             | 12             | 20             | 0              | 0,375          | –             | –             | –             | | [ 41 ]        |
| 27                       | Mike Shanahan        | 2010–2013     | 64             | 24             | 40             | 0              | 0,375          | 1             | 0             | 1             | | [ 42 ]        |
| 28                       | Jay Gruden* 4        | 2014–2019     | 85             | 35             | 49             | 1              | 0,418          | 1             | 0             | 1             | | [ 43 ]        |
| 29                       | Bill Callahan        | 2019          | 11             | 3              | 8              | 0              | 0,273          | –             | –             | –             | | [ 44 ]        |
| Washington Football Team |                      |               |                |                |                |                |                |               |               |               | |               |
| 30                       | Ron Rivera           | 2020–2021     | 33             | 14             | 19             | 0              | 0,424          | 1             | 0             | 1             | | [ 45 ]        |
| Washington Commanders    |                      |               |                |                |                |                |                |               |               |               | |               |
| –                        | Ron Rivera           | 2022–2023     | 34             | 12             | 21             | 1              | 0,333          | –             | –             | –             | | [ 45 ]        |
| 31                       | Dan Quinn            | 2024–         | 17             | 12             | 5              | 0              | 0,706          | 3             | 2             | 1             | | [ 46 ]        |

## Stadien und Zuschauer
| Saison      | Zuschauerschnitt (Heimspiele) | Gesamtzuschauer (Heimspiele) |
| ----------- | ----------------------------- | ---------------------------- |
| Saison 2006 | 87.631                        | 701.049                      |
| Saison 2007 | 88.090                        | 704.722                      |
| Saison 2008 | 88.604                        | 708.835                      |
| Saison 2009 | 84.794                        | 678.352                      |
| Saison 2010 | 83.172                        | 665.380                      |
| Saison 2011 | 76.921                        | 615.368                      |
| Saison 2012 | 79.654                        | 637.236                      |
| Saison 2013 | 77.220                        | 617.767                      |
| Saison 2014 | 77.964                        | 623.715                      |
| Saison 2015 | 76.209                        | 609.672                      |
| Saison 2016 | 78.304                        | 626.432                      |
| Saison 2017 | 75.175                        | 601.405                      |
| Saison 2018 | 61.028                        | 488.227                      |
| Saison 2019 | 65.488                        | 523.906                      |
| Saison 2020 | 1.500                         | 3.000                        |
| Saison 2021 | 52.751                        | 422.009                      |
| Saison 2022 | 58.106                        | 522.954                      |
| Saison 2023 | 63.950                        | 511.606                      |

Die Commanders bzw. die ehemaligen Braves/Redskins spielten in verschiedenen Stadien. In ihrem Gründungsjahr 1932 spielte die Mannschaft im Braves Field als Boston Braves. Das eigentlich für Baseball konzipierte Stadion steht in Boston, Massachusetts und war über die Jahre für einige andere Footballmannschaften (Boston Bulldogs (AFL, 1926), Boston Bulldogs (NFL, 1929), Boston Shamrocks (AFL II, 1936–1937), Boston Yanks (NFL)) ebenfalls eine Heimstätte. Nach einer 4–4–2 Saison zogen die Braves in den Fenway Park um und änderten ihren Namen in Boston Redskins. Dort spielte die Mannschaft bis 1936, zogen jedoch dann noch Washington, D.C. ins Griffith Stadium um und spielen seitdem als Washington Redskins. Das 1911 gebaute Baseballstadion, das bis 1920 noch National Park hieß und nach Clark Griffith benannt war, hatte zwischen 27.000 und 32.000 Zuschauerplätze und war auch Heimstätte der Washington Senators. Nachdem die Senators nach Minneapolis, Minnesota umgezogen waren, verließen die Redskins nach 24 Saisons und einer 81–58–6-Bilanz auch 1960 das Stadion und zogen in das neugebaute D.C. Stadium. Am 18. Januar 1969 wurde die Veranstaltungsstätte in Robert F. Kennedy Memorial Stadium (kurz: RFK Stadium) umbenannt, zu Ehren des 1968 ermordeten US-Senators und Präsidentschaftskandidaten Robert F. Kennedy. In das Mehrzweckstadion, in dem neben American Football auch Baseball und Fußball gespielt wurde, passten während American-Football-Spielen und Baseballspielen ungefähr 45.000 Zuschauer. Da das Stadion nicht groß erweiterbar war, suchte der ehemalige Besitzer der Redskins Jack Kent Cooke ab 1994 eine Stelle für ein neues Stadion. Er fand eine Stelle, weshalb die Redskins in der Saison 1997 nach 266 Regular Season Spielen ins neu gebaute FedExField umzogen. Zwischen 1997 und 1999 hieß das Stadion nach Jack Kent Cooke noch Jack Kent Cooke Stadium. Nach dem Tod von Cooke und den Verkauf der Redskins an Daniel Snyder, verkaufte dieser die Namensrechte an FedEx, die dafür jährlich ungefähr 7,6 Millionen US-Dollar bezahlen. Zwischen 2004 und 2010 hatte das FedExField mit über 90.000 Sitzplätzen die größte Stadionkapazität in der NFL. Erst das neugebaute AT&T Stadium der Dallas Cowboys, welches auf über 100.000 Plätze erweitert werden kann, überbot diese Größe. Seit 2015 passen in das Stadion im Normalfall 82.000 Zuschauer. Das Stadion ist hauptsächlich für American Football ausgelegt. Allerdings wurden auch schon einige internationale Fußballspiele ausgetragen. So wurden zum einen einige Spiele der Fußball-Weltmeisterschaft der Frauen 1999 und anderseits auch Spiele des International Champions Cup im Stadion ausgetragen.
Da die Mannschaft in den letzten Jahren nicht sehr erfolgreich war, lag die Zuschauerauslastung bei Heimspielen nur zwischen 85 und 90 Prozent und damit am unteren Rand der NFL.

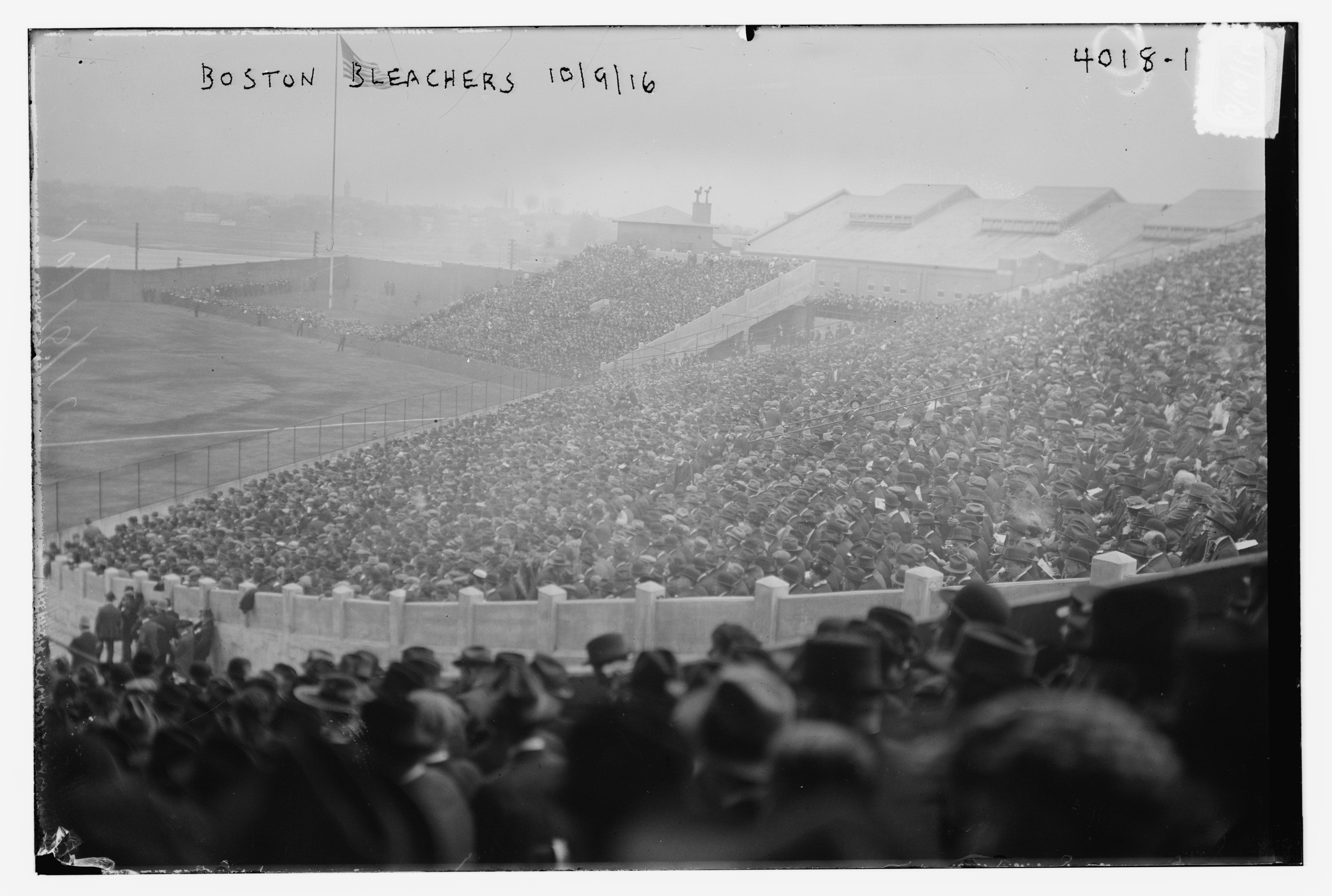
Das Braves Field, die erste Spielstätte der Redskins
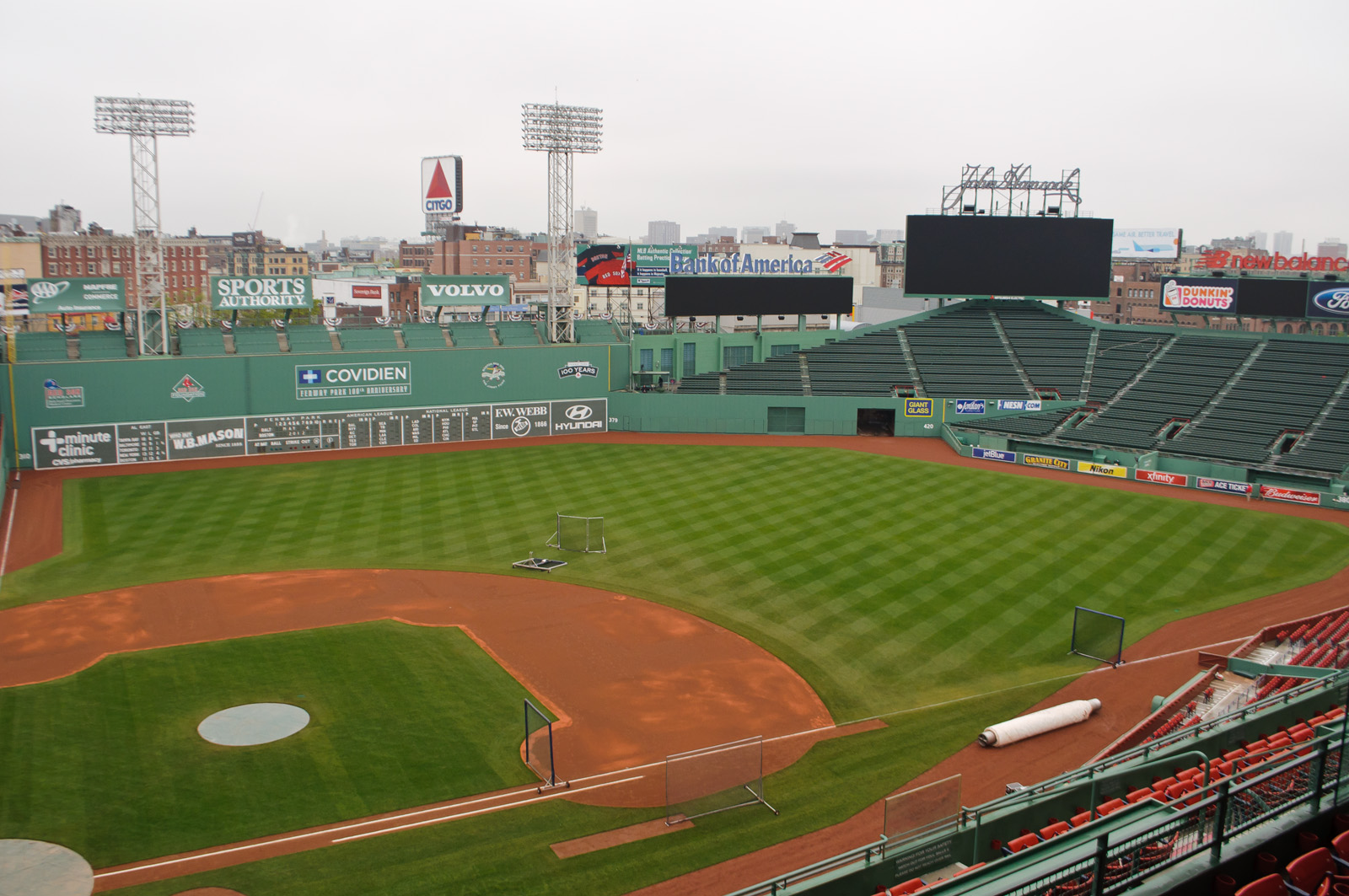
Der Fenway Park, Spielstätte von 1933–1936
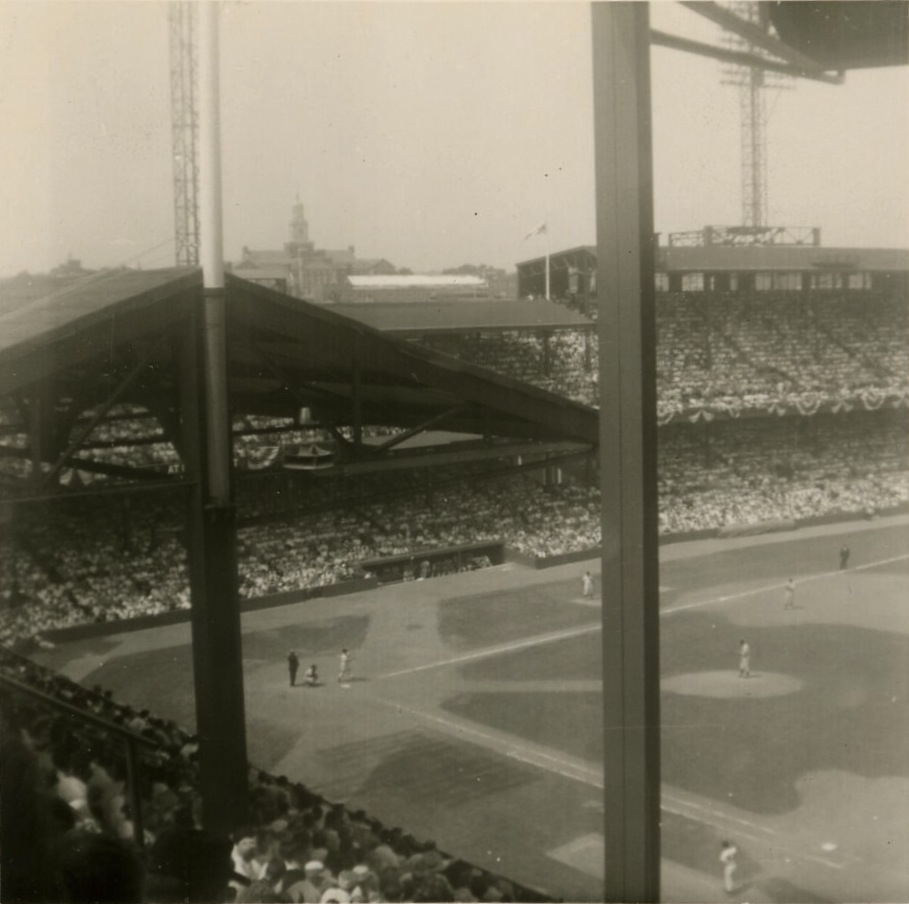
Das inzwischen abgerissene Griffith Stadium
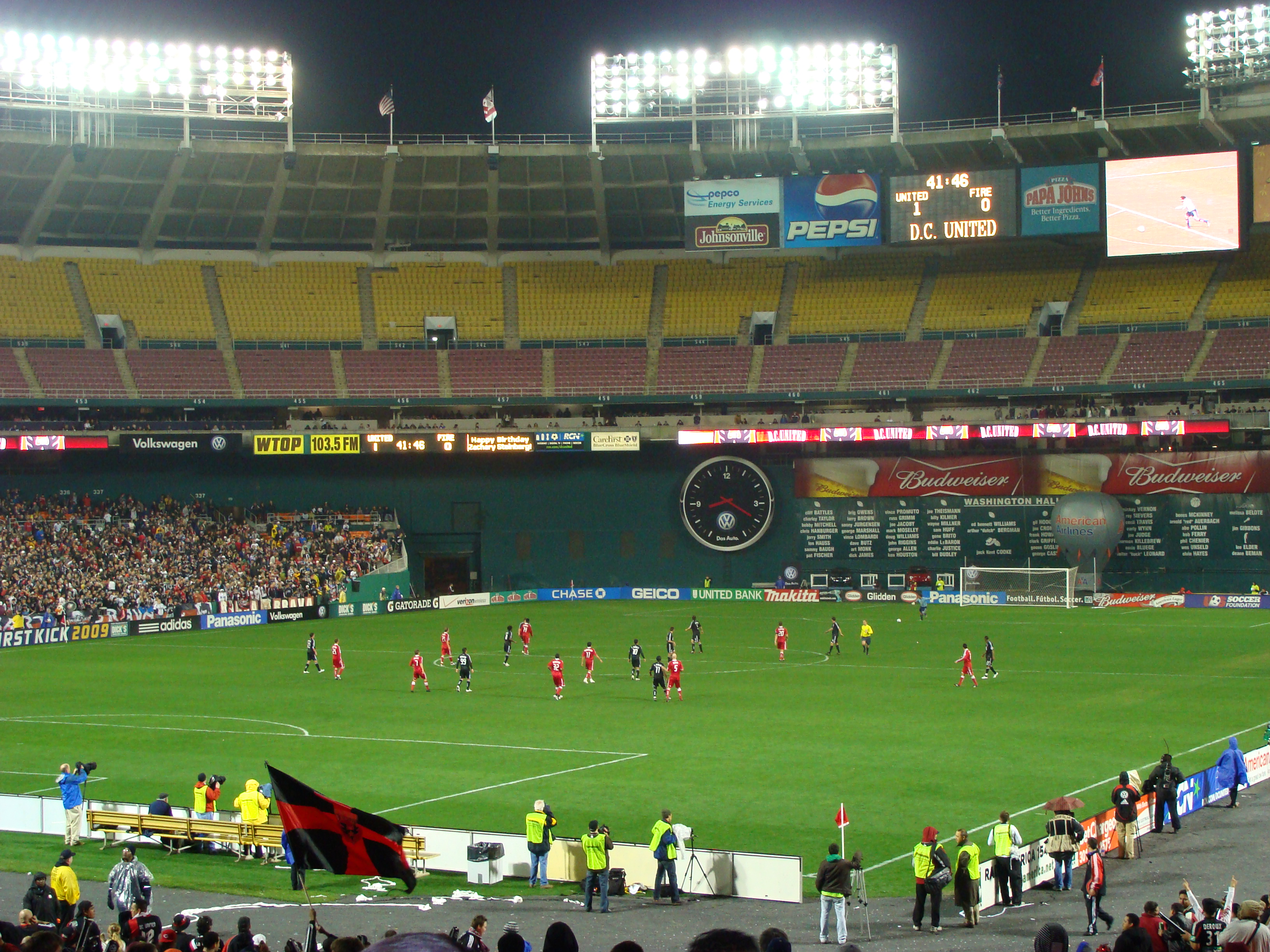
Das RFK Stadium während eines Fußballspieles.
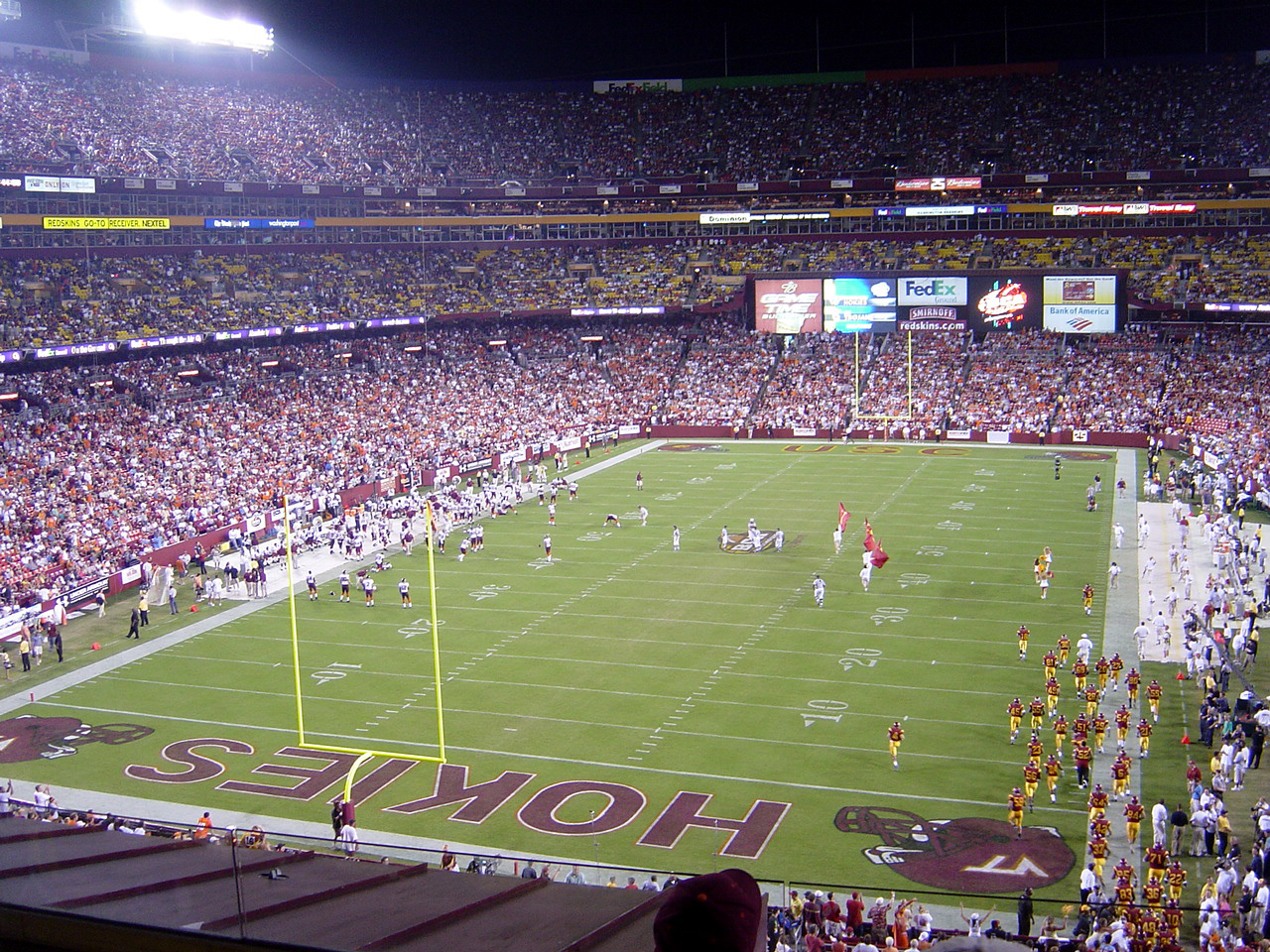
Das Northwest Stadium, das aktuelle Stadion

## Finanzen
Mit einem geschätzten Wert durch das Forbes Magazine im Jahr 2023 von 6,05 Milliarden US-Dollar sind die Washington Commanders das achtwertvollste Team der NFL bzw. das zwölfwertvollste Franchise der Welt.
|  |

## Bilanzen und Rekorde
Washington Commanders/Zahlen und Rekorde stellt wichtige Rekorde, die direkten Vergleiche mit den anderen American-Football-Teams, die Saisonbilanzen seit 1932 und die Erstrunden Draft-Picks seit 1936 dar.

## Sonstiges
Der Name „Redskins“ (dt. Rothäute) galt als umstritten, da er von einigen amerikanischen Ureinwohnern (ähnlich wie z. B. die Kansas City Chiefs, die Cleveland Indians oder die Atlanta Braves) als rassistisch empfunden wird. Das Team war deshalb mehrfach in Konflikte mit amerikanischen Ureinwohnern verwickelt; so zum Beispiel 1972, als eine Abordnung den Teampräsidenten Edward Bennett Williams zur Namensänderung bewegen wollte. Dieser Versuch scheiterte. Dagegen konnte die Entfernung der Zeile „Skalpiert Sie!“ aus dem Schlachtgesang des Teams erwirkt werden. 1992 klagte die Cheyenne-Aktivistin Suzan Harjo gegen die Verwendung des Namens (Harjo et al. v. Pro Football, Inc.), verlor aber vor Gericht. In einer Umfrage unter amerikanischen Ureinwohnern gaben 81 % an, kein Problem mit dem Namen des Teams zu haben. Ende Juni 2017 zogen Navajo-Aktivistin Amanda Blackhorse und vier weitere Kläger aus den Reihen der amerikanischen Ureinwohner ihre Klage gegen das Team zurück, nachdem zwei Wochen zuvor der Oberste Gerichtshof der Vereinigten Staaten eine Vorschrift von 1946, nach der Markennamen nicht zulässig sind, wenn sie als beleidigend empfunden werden können, für verfassungswidrig erklärt hatte, weil sie dem Grundsatz der Meinungsfreiheit widerspräche. 2020 erfolgte die Ablegung des Beinamens.
In der Fernsehserie South Park wurde die Namensdiskussion um das Team in der ersten Episode der 18. Staffel parodiert. Bereits 1992 schuf Jaune Quick-to-See Smith mit Target. I See Red ein Kunstwerk, das sich kritisch mit den „Washington Redskins“ auseinandersetzte. Es war 2020 das erste Werk eines Native American, das von der National Gallery of Art in Washington, D.C. angekauft wurde.
Die Commanders, die nur unweit vom Weißen Haus der US-Regierung ihre Heimspiele austragen, sind Bestandteil der sog. „Commanders Rule“. Dieser Aberglauben besagt, dass der Ausgang jeder US-Präsidentschaftswahl vom Ausgang des letzten Commanders-Heimspieles vor dieser Wahl abhängt: Gewinnen die Commanders, bleibt der amtierende Präsident bzw. sein Parteinachfolger im Amt, verlieren die Commanders, wird der amtierende Präsident abgewählt bzw. sein Parteinachfolger verliert. Seit dem Umzug der Commanders nach Washington (1937) war diese Regel bis 2000 immer korrekt, zuletzt gab es aber drei Ausnahmen (2004, 2012 und 2024). Trotzdem zieht das letzte Commanders-Heimspiel vor der Präsidentschaftswahl stets erhöhtes Medieninteresse auf sich.
Im Juli 2025 forderte der US-Präsident Donald Trump unter Androhung von Nachteilen, dass das Team seinen Namen wieder auf den früheren Namen „Washington Redskins Football Team“ zurückändert und seinen „Spitznamen Washington Commanders“ wieder loswird.